# Zhoř (Brno-vidéki járás)
Zhoř település Csehországban, a Brno-vidéki járásban. Zhoř Brťov-Jeneč, Rašov és Bukovice településekkel határos. Lakosainak száma 76 fő (2024. január 1.).

## Népesség
A település lakosságának változását az alábbi diagram mutatja:
| Lakosok száma | 113  | 110  | 104  | 69   | 69   | 73   | 71   | 74   | 69   | 76   |
|               | 1869 | 1900 | 1921 | 2014 | 2016 | 2018 | 2019 | 2021 | 2022 | 2024 |